# بريدج ووتر اسوشيتس
شركة بريدجووتر أسوشيتس هي شركة إدارة استثمارات أمريكية أسسها راي داليو في عام 1975. تقدم الشركة خدماتها للعملاء من المؤسسات بما في ذلك صناديق التقاعد والأوقاف والمؤسسات والحكومات الأجنبية والبنوك المركزية.
ويستخدم أسلوبًا عالميًا للاستثمار الكلي يعتمد على الاتجاهات الاقتصادية مثل التضخم وأسعار صرف العملات والناتج المحلي الإجمالي للولايات المتحدة. بدأت شركة بريدجووتر أسوشييتس كخدمة استشارية للاستثمار المؤسسي ، وتخرجت إلى الاستثمار المؤسسي ، وكانت رائدة في نهج الاستثمار في تداول المخاطر في عام 1996.
في عام 1981 ، نقلت الشركة مقرها من مدينة نيويورك إلى ويستبورت ، كونيتيكت ، وتشغل حاليًا 1700 موظفًا. اعتبارا من عام 2017 ، كان لديها أصول بقيمة 160 مليار دولار أمريكي تحت الإدارة.